# Dracunculomyia kalmaki
Dracunculomyia kalmaki är en tvåvingeart som beskrevs av Fedotova 2000. Dracunculomyia kalmaki ingår i släktet Dracunculomyia och familjen gallmyggor.
Artens utbredningsområde är Kazakstan. Inga underarter finns listade i Catalogue of Life.